# Ramon Albareda i Masip
Ramon Albareda i Masip (Carbesí, l'Anoia, 20 de gener de 1885 - Sabadell, 11 de setembre de 1956) fou un polític català i alcalde de Sabadell del 15 d'octubre de 1939 al 31 de maig de 1940.

## Biografia
Va néixer en una família pagesa humil i molt nombrosa de Carbesí, poble de la comarca de l'Anoia, es va traslladar a Sabadell de jove, on exercí de jardiner. Es va casar amb Josepa Vidal i Reus i tingué dues filles: Ramona i Francesca.
Milità al Partit Tradicionalista tota la vida (la seu del Cercle Tradicionalista es trobava a la via de Massagué, 34), també era membre del Sometent local. El Cercle Tradicionalista tenia una llarga trajectòria a la ciutat des de finals del segle xix, molts dels seus membres havien actuat com a rebenta-vagues del Sindicat Lliure, defensaven la monarquia i un catolicisme de caràcter integrista. Tot i que poc nombrós, va ser l'únic grup local clarament compromès amb el cop d'estat del 18 de juliol
Va ser regidor durant la restauració i la “Dictablanda”. Va participar en la sublevació de Sant Andreu del 18 de juliol, va ser capturat però aconseguí escapr-se i es va ocultar fins al final de la guerra. Amb la victòria franquista, es va incorporat com a tinent d'alcalde de Sabadell i, al cap de tres mesos, va substituir com a alcalde accidental Esteve Maria Relat.